# 南阳市博物馆列表
本列表介绍河南省南阳市的各类博物馆。

## 地方历史博物馆
- 南阳市博物馆（汉文化苑、蜡像馆等）（南阳市卧龙路武侯祠内）
- 邓州市博物馆（邓州市古城路寺巷道010号）
- 淅川县博物馆（淅川县城关镇解放路）
- 社旗县博物馆（社旗县永庆街５４号）
- 方城县博物馆（方城县城关镇释之西路）
- 南召县博物馆（南召县城关镇人民街334号 ）

## 历史类
- 汉画馆（南阳市汉画馆路）
- 新野县汉画像砖博物馆（新野县解放路92号）
- 南阳府衙博物馆（南阳市人民路）
- 内乡县衙博物馆（内乡县）
- 张衡博物馆（位于南阳市石桥镇小石桥村张衡墓）
- 张仲景博物馆（南阳市医圣祠街医圣祠内）
- 宛西地方史料馆（内乡县）
- 彭雪枫纪念馆（镇平县）
- 杜凤瑞烈士纪念馆（方城县）

## 文化类
- 中华玉文化博物馆（镇平县）
- 独山玉博物馆（南阳师范学院）馆藏品3000余件，其中展品有600余件，共分四个展厅
  - 世界惟一：南阳独山玉矿床地质陈列
  - 独玉之光：南阳黄山新石器时代独山玉器精品陈列
  - 斑斓故土：南阳地区新石器时代独山玉精品陈列
  - 中国玉都：南阳现代独山玉器精品陈列。

## 自然类
- 宝天曼自然博物馆
- 伏牛山地质博物馆
- 西峡恐龙蛋化石博物馆

## 科技类
- 南阳市科技馆（南阳工业中路62号）

## 其他
- 编外雷锋团展览馆（邓州）
- 南阳规划馆